# Rothaeina sequoia
Espèce
Synonymes
- Cybaeina sequoia Roth, 1952

Rothaeina sequoia est une espèce d'araignées aranéomorphes de la famille des Cybaeidae.

## Distribution
Cette espèce est endémique de Californie aux États-Unis,. Elle se rencontre dans les comtés de Humboldt, de Mendocino, de Trinity, et de Siskiyou.

## Description
Le mâle holotype mesure 4,3 mm et la femelle paratype 4,7 mm, les mâles mesurent de 3,7 à 4,4 mm et les femelles de 3,8 à 4,7 mm.

## Systématique et taxinomie
Cette espèce a été décrite sous le protonyme Cybaeina sequoia par Roth en 1952. Elle est placée dans le genre Rothaeina par Bennett, Copley et Copley en 2023.

## Étymologie
Son nom d'espèce lui a été donné en référence au lieu de sa découverte, une forêt de Sequoia.

## Publication originale
- Roth, 1952 : « Notes and a new species in Cybaeina. » The Pan-Pacific Entomologist, vol. 28, p. 195-201.